# Krapkowice
Krapkowice este un oraș în Polonia.